# 2S31 Věna
2S31 Věna (rusky 2С31 «Вена» podle indexu GRAU) je ruský obojživelný těžký samohybný 120 mm minomet na podvozku sovětského bojového vozidla pěchoty BMP-3. Posádku tvoří čtyři vojáci. Minimální dostřel je 500 metrů, maximální pak 14 km.
Hlavní zbraní je 120 mm minomet 2A80, sekundární 7,62 mm kulomet PKTM.